# Эккартсау
Эккартсау (нем. Eckartsau) — ярмарочная община (нем. Marktgemeinde) в Австрии, в федеральной земле Нижняя Австрия.
Входит в состав округа Гензерндорф. Население составляет 1150 человек (на 31 декабря 2005 года). Занимает площадь 48,97 км². Официальный код — 3 08 13.

## Политическая ситуация
Бургомистр общины — Йозеф Лукакс (АНП) по результатам выборов 2005 года.
Совет представителей общины (нем. Gemeinderat) состоит из 19 мест.
- АНП занимает 13 мест.
- СДПА занимает 6 мест.